# ロイ・ウッド
ロイ・ウッド (Roy Wood、1946年11月8日 - )は、イギリス出身のミュージシャン。卓越した演奏技術と作曲能力で、多くのヒットソングを世に送り出してきた。ザ・ムーブ 、エレクトリック・ライト・オーケストラ、ウィザード、ソロ名義で産み出したシングルヒット曲を合わせると、イギリス・チャートのトップ10に入ったものだけで16曲にも及ぶ。
若い頃に「目にした楽器は全てマスターする」という常人には思いつかないような発想を実践したことで、10以上にわたる楽器を演奏できるマルチプレイヤー中のマルチプレイヤーとなったと言う伝説を持つ。
1960年代後半から70年代前半のロックシーンにおける主要なギタリストのひとりであり、ザ・フーのピート・タウンゼントにも通じるパワーコード、アルペジオ、ヘヴィーなギターリフを駆使した変幻自在のギタープレーで、ザ・ムーブ等の楽曲を通じて後の多くのギタリストに有形無形の影響を与えた。
チープ・トリックのリック・ニールセン、バン・E・カルロスを筆頭に、英国、米国のアーティストにファンが多く、ロックの偉人のひとりとしてリスペクトされる存在である。

## 略歴

### ザ・ムーブ - エレクトリック・ライト・オーケストラ
1967年にロック・バンド、ザ・ムーブの中心メンバーとしてデビューした。ザ・ムーブは、ロイが産み出すポップ・センス溢れる優れたロックンロールの楽曲群と、ザ・フーの強い影響を受けたワイルドなステージングで、短い活動期間ではあったがイギリスで多くのヒットを生み出し、60年代後期における最も重要なグループのひとつとされている。
その後、1972年にザ・ムーブは消滅（解散）し、ジェフ・リンらと共にエレクトリック・ライト・オーケストラ（ELO）を名乗るようになる。しかし、2枚目のアルバムを録音中に早くもELOを脱退。

### ウィザード - ソロ

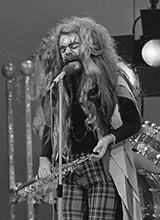
ウィザードで「トップ・オブ・ザ・ポップス」に出演するロイ・ウッド（1974年5月）

続いてソロ活動と並行する形で、1973年にウィザードというバンドを結成する。「I Wish It Could Be Christmas Everyday」などのヒット曲を生み出したが、このバンドもあまり長くは続かず、1975年に解散する。ウィザード時代のロイは、七色の長髪と奇抜なメイクで登場し、当時流行していたグラムロック・バンドの一つに数えられたりしていた。
ウィザード解散後、ロイはソロとして活動していく。ロイのソロ作品は、基本的に全ての楽曲を自作し、全ての楽器を自演し、更にアートワークまで自分で手がける(『ボールダーズ』ではジャケットも)という、ほぼ完全な「ソロ作品」である。初期の二枚の作品の完成度は非常に高く、現在もカルトな人気を保ち続けている。
しかし、ロイのソロ作品は、発売当時ほとんどまともな評価を受けることはなかった。その主な原因は、同じマネージメント(＝レコード会社も同じ)の他のアーティストのレコードを売るために、ロイのソロ作品は完成後しばらくお蔵入りにされたり(『ボールダーズ』が一応完成したのは1969年から1970年頃と言われている)、レコード会社やマネージメントの満足なバックアップを得られず、レコード発売が告知されなかったり（『マスタード』発売時）、ライブがスケジュールできないなど、作品の力とは別のところで不運が続いたことが挙げられる。
ルネッサンスのボーカリストであるアニー・ハズラムと4年間婚約していたことがあり、ルネッサンスの楽曲「トリップ・トゥ・ザ・フェア」（1975年のアルバム『シェエラザード夜話』より）の歌詞は2人の初デートが元になっていて、1977年にはハズラムのソロ・アルバム『不思議の国のアニー』をプロデュースした。

### その後
80年代以降、表立った活動は行われていないが、90年代に入って「正当な評価を受けていない不遇な天才」として再評価する動きが活発化し、2000年になって未発表音源集『メイン・ストリート』がウィザード名義の新作として発売されたのを皮切りに、代表曲を集めたコンピレーション盤や、ソロ作品のリマスター盤、ウィザードとしての作品のリマスター盤等、旧譜のリニューアル再発売が続いている。
なお、現在もThe Roy Wood Rock and Roll Bandを率いてのライブやテレビ出演等を行い、英国をベースにマイペースに活動中である。

## ディスコグラフィ

### ソロ・アルバム
- 『ボールダーズ』 - Boulders (1973年)
- 『マスタード』 - Mustard (1975年)
- 『スーパー・アクティヴ・ウィゾ』 - Super Active Wizzo (1977年) ※Roy Wood Wizzo Band名義
- 『オン・ザ・ロード・アゲイン』 - On The Road Again (1979年)
- 『スターティング・アップ』 - Starting Up (1986年)

### 主なソロ・シングル
- "Dear Elaine" (1973年) ※英国チャート 18位
- "Forever" (1973年) ※英国チャート 8位
- "Goin' Down The Road" (1974年) ※英国チャート 13位
- "Oh What A Shame" (1975年) ※英国チャート 13位
- "Look Thru' The Eyes Of A Fool" (1975年)
- "Any Old Time Will Do" (1976年)
- "I Wish It Could Be Christmas Everyday(Party Mix 12inch)" (1984年) ※英国チャート 23位